# Kwas rumenowy
Zasugerowano, aby ten artykuł podzielić na różne artykuły – kwas rumenowy i sprzężone kwasy linolowe (CLA).
Kwas rumenowy (tzw. sprzężony kwas linolowy, CLA – z ang. conjugated linoleic acid) – organiczny związek chemiczny z grupy nienasyconych kwasów tłuszczowych. Jest metamerem kwasu linolowego zawierającym wiązania podwójne w układzie sprzężonym (w kwasie linolowym są one izolowane). Naturalnie występuje w tłuszczu mlecznym.
Po raz pierwszy otrzymano go na Uniwersytecie Wisconsin-Madison.
Podejrzewano, że CLA stanie się nową bronią w walce z nowotworami, pozwoli obniżać poziom cukru i tłuszczów we krwi, zapanować nad astmą i alergiami. Późniejsze badania na zwierzętach potwierdziły, że CLA jest silnym środkiem przeciwnowotworowym. Niski poziom kwasu rumenowego w surowicy krwi powiązany został ze zwiększonym ryzykiem zachorowania kobiet na raka piersi.
CLA dobrze wpływa na układ immunologiczny – zwiększa odporność na wirusy, może tłumić reakcje alergiczne. Przyjmowanie CLA w czasie odchudzania korzystnie wpływa na samopoczucie. Obniża poziom trójglicerydów, cholesterolu i cukru we krwi.

## Pomoc w odchudzaniu
Najlepiej zbadana i udokumentowana właściwość kwasu linolowego to jego zdolność do redukowania tkanki tłuszczowej, zwiększania masy mięśniowej i poprawy przemiany materii. Ustalono, że substancja ta blokuje enzym, umożliwiający przenikanie tłuszczu do komórek tłuszczowych, co prowadzi do ich powiększania się i w efekcie tycia.
Przeprowadzono badania z udziałem 60 mężczyzn, którzy walczyli z nadwagą, stosując dietę. Następnie wszyscy powrócili do dawnego jadłospisu, ale połowie badanych podawano CLA. Po 13 tygodniach wszyscy „odzyskali” poprzednią wagę, jednak u mężczyzn zażywających CLA było to wynikiem przyrostu mięśni, a nie tkanki tłuszczowej.
Nie prowadzono do tej pory badań nad negatywnymi skutkami przyjmowania CLA. CLA jest popularnym składnikiem środków odchudzających, jednak brak informacji na temat jego niepożądanych skutków budzi wątpliwości wśród wielu dietetyków sportowych. Do najczęściej występujących efektów niepożądanych u niektórych przyjmujących należą: nudności, zawroty głowy, osłabienie.

## Źródła CLA
W substancję tę obfituje przede wszystkim wołowina i pełnotłusty nabiał. Dostępne są też suplementy diety wzbogacone w CLA.